# 川越一成
川越 一成（かわごえ かずなり、1966年11月28日 - ）は、日本の映画・ドラマ撮影監督。青森県出身。

## 来歴・人物
幼少期からテレビドラマに魅了され、映像業界での仕事を志す。特に影響を受けたのは、田宮二郎主演の『白い巨塔』やTBSドラマ『天皇の料理番』。これらをきっかけにカメラマンの道を選ぶ。
川越は、作品に対して高いクオリティを求め、全ての画に責任を持つことを重要視。現場での円滑なコミュニケーションを大切にしており、他部署のスタッフと密接に連携し、作品全体のクオリティ向上に努める。
26歳という若さでドラマのチーフカメラマンを務めた経験があり、それ以降も数多くの映画やドラマに携わる。映画とドラマの違いについては、スクリーンサイズや視聴環境による画作りのアプローチの違いを指摘。視聴者にとっての見やすさや楽しさを考慮しながら工夫を重ねる。また、撮影の準備段階でのアイディアや工夫を楽しみとしており、現場の制約に応じて柔軟に対応する力を備える。

## 主な参加作品

### 映画
- 『サマータイムマシン・ブルース』本広克行監督（2005年）
- 『椿山課長の七日間』河野圭太監督（2006年）
- 『曲がれ!スプーン』本広克行監督（2009年）
- 『踊る大捜査線 THE MOVIE3 ヤツらを解放せよ!』本広克行監督（2010年）
- 『踊る大捜査線 THE FINAL 新たなる希望』本広克行監督（2012年）
- 『テルマエ・ロマエ』武内英樹監督（2012年）
- 『チーム・バチスタFINAL ケルベロスの肖像』星野和成監督（2014年）
- 『ビューティフルドリーマー』本広克行監督（2020年）
- 『リバー、流れないでよ』山口淳太監督（2023年）
- 『室井慎次 敗れざる者』、『室井慎次 生き続ける者（前・後編）』本広克行監督(2024年)

### 連続テレビドラマ
- 『スキャンダル』（フジテレビ）1993年
- 『将太の寿司』（フジテレビ）1996年
- 『ボディーガード』（テレビ朝日）1997年
- 『今夜、宇宙の片隅で』（フジテレビ）1998年
- 『ソムリエ』（関西テレビ）1998年
- 『Over Time-オーバー・タイム』（フジテレビ）1999年
- 『古畑任三郎（3rd season）』（フジテレビ）1999年
- 『恋愛詐欺師』（テレビ朝日）1999年
- 『できちゃった結婚』（フジテレビ）2001年
- 『ギンザの恋』（読売テレビ）2002年
- 『新・愛の嵐』（東海テレビ）2002年
- 『白い巨塔』（フジテレビ）2003年 - 2004年
- 『SP 警視庁警備部警護課第四係』（フジテレビ）2007年 - 2008年
- 『ラスト・フレンズ』（フジテレビ）2008年
- 『ブザー・ビート〜崖っぷちのヒーロー〜』（フジテレビ）2009年
- 『日本人の知らない日本語』（読売テレビ）2010年
- 『流れ星』（フジテレビ）2010年
- 『全開ガール』（フジテレビ）2011年
- 『ドロクター』（NHK BSプレミアム）2012年
- 『結婚しない』（フジテレビ）2012年
- 『山田くんと7人の魔女』（フジテレビ）2013年
- 『天使のナイフ」 (WOWOW) 2015年
- 『心がポキッとね』（フジテレビ）2015年
- 『スペシャリスト』（テレビ朝日）2016年
- 『受験のシンデレラ』（NHK BSプレミアム）2016年
- 『スター☆コンチェルト〜オレとキミのアイドル道〜』（名古屋テレビ/TOKYO MX） 2017年
- 『あいの結婚相談所』（テレビ朝日）2017年
- 『隣の家族は青く見える』（フジテレビ）2018年
- 『よつば銀行 原島浩美がモノ申す!』（テレビ東京）2019年
- 『チャンネルはそのまま!』（北海道テレビ）2019年 ※開局50周年記念番組 
  - 2019年日本民間放送連盟賞テレビ部門グランプリ・民放連番組部門テレビドラマ番組最優秀賞
- 『パパがも一度恋をした』（東海テレビ）2020年
- 『知ってるワイフ』（フジテレビ）2021年
- 『ナンバMG5』（フジテレビ）2022年
- 『バイバイ、マイフレンド』（フジテレビ）2023年5月 -
- 『週末旅の極意〜夫婦ってそんな簡単じゃないもの〜』（テレビ東京）2023年
- 『パリピ孔明』（フジテレビ）2023年
- 『ハコビヤ』（テレビ東京）2024年

### スペシャルテレビドラマ
- 『英二ふたたび』（フジテレビ）1997年
- 『逃亡者 木島丈一郎』（フジテレビ）2005年
- 「ウーマンズ・アイランド〜彼女たちの選択〜』（日本テレビ）2006年
- 『悪魔が来たりて笛を吹く』（フジテレビ）2007年
- 『ゾウのはな子』（フジテレビ）2007年
- 『踊る大捜査線 THE LAST TV サラリーマン刑事と最後の難事件』（フジテレビ）2012年
- 『長谷川町子物語〜サザエさんが生まれた日〜』（フジテレビ）2013年
- 『松本清張〜坂道の家』（テレビ朝日）2014年
- 『瀬在丸紅子の事件簿』（フジテレビ）2015年
- 『テミスの剣』（テレビ東京）2017年
- 『奇跡の動物園〜旭山動物園物語〜』シリーズ（フジテレビ）
- 『本当にあった怖い話』シリーズ（テレビ朝日）
- 『世にも奇妙な物語』シリーズ（フジテレビ）
- 『潜水艦カッペリーニ号の冒険』（フジテレビ）2022年

### 配信ドラマ
- 『ROAD TO EDEN』（FOD）2017年10月（連続）
- 『松本まりかクリスマス24時間生テレビ ～24時間で恋愛ドラマは完成できるのか!?～』 (ABEMA) 2021年（スペシャル）
- 『ガンダムビルドリアル』 (YouTube) 2021年（連続）
- 『恋と友情のあいだで』 (FOD) 2022年（連続）
- 『さらば、銃よ　警視庁特別銃装班』 (Lemino) 2023年（連続）
- 『悪魔はそこに居る』 (Paravi) 2023年（連続）